# Hôtel d'Ettenheimmunster
L'hôtel d'Ettenheimmunster est un monument historique situé à Strasbourg, dans le département français du Bas-Rhin.

## Localisation
Ce bâtiment est situé au 3, place de l'Hôpital à Strasbourg.

## Historique
L'édifice fait l'objet d'un classement au titre des monuments historiques depuis 1927.